# Kongō-zue

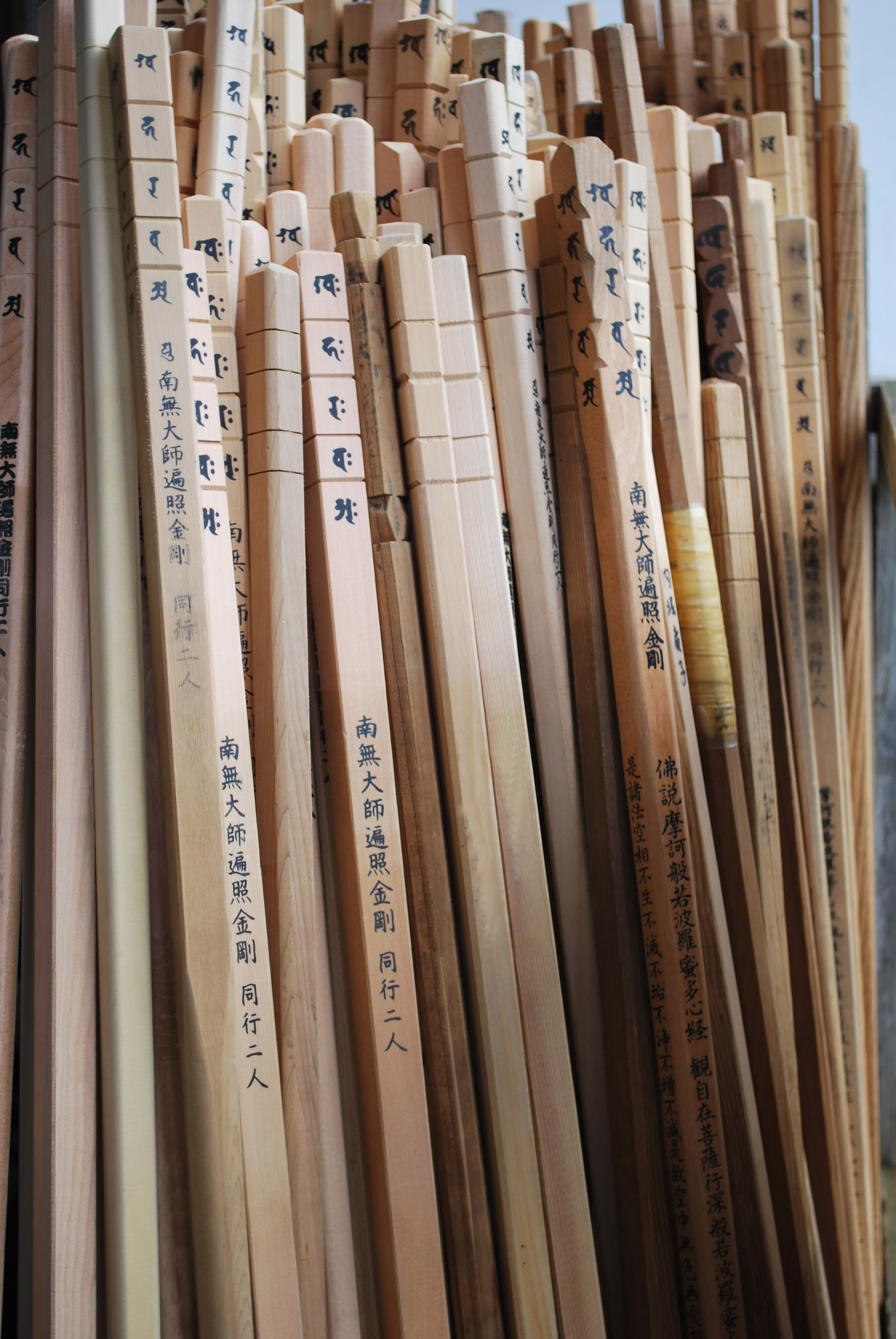
Kongō-zue dejado en Ōkubo-ji, el octagésimo octavo templo del peregrinaje shikoku.

El kongō-zue o kongō-jō (金剛杖?) es un bastón de madera llevado por los yamabushi y los peregrinos budistas de Japón durante el recorrido del peregrinaje a Shikoku. El kongō-zue representa el cuerpo de Kōbō Daishi, y ofrece apoyo espiritual al peregrino durante el viaje; por ello, es tratado con gran respeto, siendo lavado al final de cada día de camino.
El kongō-zue lleva inscrito el canto Namu-Daishi-Henjō-Kongō, así como Dōgyō-Ninin (Dos Peregrinos Juntos). La tradición dice que debe ser llevado en alto para no tocar el suelo y evitar así despertar a Kōbō Daishi, ya que además es un objeto ceremonial y no está diseñado para apoyarse en él como en un bastón común. Los peregrinos dejan sus kongō-zue en Ōkubo-ji, el templo final del peregrinaje, cuando completan el recorrido. También hay una ocasional práctica funeraria en Shikoku y otras partes de Japón, donde el difunto es vestido como un peregrino y enterrado junto con un kongō-zue y un nōkyō-chō o libro de firmas de los templos a los que peregrinar.